# Мерец
Мерец (хеб.: מֶרֶצ, Meretz лит. "Снага") је израелска политичка партија.
Странка је основана 1992. као изборна коалиција три странке: Мапам, Рац и Шинуи. 1997. је претворена у јединствену партију а у 2002. години спаја се са Шахар-ом и Демократским избором.
Странка представља лево крило ционистичког покрета и њен програм је одбрана социјалне државе, признавање геј права, раздвајање државе и религије односно радикални секуларизам и почетак мировних преговора између Израелаца и Палестинаца с циљем стварања две независне државе.
Мерец је чланица Прогресистичке алијансе, Социјалистичке интернационале и посматрач је у Партији европског социјализма.